# بخش قهدریجان
بخش قهدریجان یکی از بخش‌های شهرستان فلاورجان در استان اصفهان ایران است.

## تقسیمات کشوری
در 1361/4/9 هیئت وزیران دولت وقت به تصویب رساندند که منطقه قهدريجان از شهرستان فلاورجان منتزع و تابع بخش مركزي نجف‌آباد گردد. اما در تاریخ 1361/12/22 منطقه‌ی قهدريجان از بخش مركزی نجف‌آباد منتزع و به شهرستان فلاورجان الحاق ‌گردید.
- بخش قهدریجان 
  - دهستان زازران
  - دهستان گلستان

شهرها : قهدریجان ، زازران

## جمعیت
براساس سرشماری عمومی نفوس و مسکن در سال ۱۳۹۵، جمعیت بخش قهدریجان برابر با ۴۸،۱۱۳ نفر بوده‌است.